# Orthogonis liturifera
Orthogonis liturifera är en tvåvingeart som först beskrevs av Walker 1861.  Orthogonis liturifera ingår i släktet Orthogonis och familjen rovflugor. Inga underarter finns listade i Catalogue of Life.